# Канзас-Сити Маверикс
«Канзас-Сити Маверикс» (англ. Kansas City Mavericks) — профессиональная хоккейная команда, играющая в Горном дивизионе Западной конференции ECHL.  Основанная в 2009 году как «Миссури Маверикс» из Центральной хоккейной лиги (CHL). Базируется в Индепенденсе, пригороде Канзас-Сити, штат Миссури.

## История
7 октября 2014 года, незадолго до начала сезона 2014-15 Центральной хоккейной лиги (CHL), было объявлено, что CHL прекращает свою деятельность, а «Маверикс», а также «Аллен Американс», «Брэмптон Бист», «Куод-Сити Мэллардс», «Рапид-Сити Раш», «Талса Ойлерз» и «Уичито Тандер» получили разрешение на вступление в ECHL с сезона 2014-15.
28 июля 2022 года «Маверикс» объявили о новом сотрудничестве с командой «Сиэтл Кракен» и её филиалом в АХЛ, командой «Коачелла Вэлли Файрбёрдс».
В сезоне 2023–24 «Маверикс» впервые вышли в финал Кубка Келли, где в пяти играх уступили «Флориде Эверблэйдс».

## Достижения
ECHL
- Победители конференции (1): 2024;
- Победитель регулярного сезона (2): 2015–16, 2023–24;
- Победитель дивизиона (2): 2015–16, 2023–24;

CHL
- Победитель регулярного сезона (1): 2013–14;